# Episodi di Fantasy Island (serie televisiva 2021) (seconda stagione)
La seconda e ultima stagione della serie televisiva Fantasy Island, composta da tredici episodi, è stata trasmessa negli Stati Uniti per la prima volta dall'emittente Fox dal 2 gennaio all'8 maggio 2023.
In Italia la stagione è andata in onda sul canale satellitare Sky Serie dal 6 agosto al 17 settembre 2023.
| nº | Titolo                                          | Prima TV USA     | Prima TV Italia   |
| -- | ----------------------------------------------- | ---------------- | ----------------- |
| 1  | Tara and Jessica's High School Reunion/Cat Lady | 2 gennaio 2023   | 6 agosto 2023     |
| 2  | Hurricane Helene/The Bachelor Party             | 9 gennaio 2023   | 6 agosto 2023     |
| 3  | Paymer vs. Paymer                               | 16 gennaio 2023  | 13 agosto 2023    |
| 4  | Mystery in Miami                                | 23 gennaio 2023  | 13 agosto 2023    |
| 5  | The Urn                                         | 6 febbraio 2023  | 20 agosto 2023    |
| 6  | Forever and a Day                               | 13 febbraio 2023 | 20 agosto 2023    |
| 7  | #Happy                                          | 23 febbraio 2023 | 27 agosto 2023    |
| 8  | Walk a Country Mile                             | 6 marzo 2023     | 27 agosto 2023    |
| 9  | Gwenivere of Glendale                           | 10 aprile 2023   | 3 settembre 2023  |
| 10 | War of the Roses (And the Hutchinsons)          | 17 aprile 2023   | 3 settembre 2023  |
| 11 | Peaches & the Jilted Bride                      | 24 aprile 2023   | 10 settembre 2023 |
| 12 | Girlboss, Interrupted                           | 1º maggio 2023   | 10 settembre 2023 |
| 13 | MJ Akuda & the 1st, 2nd, and 3rd Wives Club     | 8 maggio 2023    | 17 settembre 2023 |